# 罗伯特·唐尼 (赛艇运动员)
罗伯特·唐尼（英語：Robert Downie，20世纪—），英国男子赛艇运动员。他曾代表英国参加世界赛艇锦标赛，获得二枚金牌，均来自男子轻量级八人单桨有舵手项目。